# Hans-Werner Gyßling
Hans-Werner Gyßling (* 10. Januar 1904 in Königsberg; † 3. Oktober 1954 in Berlin) war ein deutscher Journalist und Chefredakteur der Zeitungen Der Demokrat und  Märkische Union und Leiter des Feuilletons von Neue Zeit sowie Publizist.

## Leben
Hans-Werner Gyßling war in der Weimarer Republik ein führendes Mitglied der Jugendorganisation der DDP, auch schon als der stellvertretende Vorsitzende des bayerischen Landesverbandes, der Würzburger Werner Fischl, mit den Stimmen der „Freideutschen“ gewählt wurde. 
Zeitweilig war Gyßling „Geschäftsführender Vorsitzender des Reichsbundes“ und hielt in dieser Eigenschaft einen Rechenschaftsbericht auf der Reichsjugendtagung der Bundesorganisation 1925 in Altenburg. Auf einem Gruppenbild von der Tagung des Reichsführerrates der „Deutschen Demokratischen Jugend“ im Oktober 1926 in Bamberg wurde Hans Werner Gyßling zusammen mit Ernst Lemmer u. a. Jugendfunktionären abgebildet.
Journalistische Erfahrungen sammelte er als Mitarbeiter von Otto Nuschke in der Redaktion der Berliner Volks-Zeitung. 1934 wurde er von den Nationalsozialisten aus dem Reichsverband der Deutschen Presse ausgeschlossen.
Im Jahre 1947 schrieb er unter seinem vollen Namen Hans Werner Gyßling einen Gedenkartikel für Walther Rathenau und ging dabei auf die psychologische Wurzel des Antisemitismus ein, welche der liberale Politiker bloß gelegt hatte.
Im Jahre 1945 trat er in die CDU und wurde bis Dezember 1946 Chefredakteur der Landeszeitung dieser Partei, Der Demokrat, in Mecklenburg. Von Mai 1947 bis Februar 1948 leitete er die Kulturreaktion dieser Tageszeitung. Anschließend wurde er zum Chefredakteur der Landeszeitung der CDU Brandenburg, Märkische Union, berufen. Im Jahr 1950 übernahm er die Leitung der Kulturredaktion des CDU-Zentralorgans Neue Zeit.
Unter den Pseudonymen Ypsi., Quaro., Smolk. und Sebastian Ott wurde er publizistisch tätig. Letzteres benutzte er bei Besprechungen von Filmen, darunter auch jene, die im Westteil Berlins liefen, z. B. die amerikanische Verfilmung des Hemingway-Romans Wem die Stunde schlägt in der Filmbühne Wien. Die Figur „Sebastian Ott“ hatte er dem 1939 entstandenen deutschen Kriminalfilm „Ich bin Sebastian Ott“ entnommen. Gyßling würdigte unter seinem Pseudonym Ypsi. die Wiener Schauspielerin Erika Pelikowsky, die 1951 ihr erfolgreiches Debüt als „Katharina“ in der Aufführung Das Gewitter von Ostrowski am Deutschen Theater gab, als Bereicherung des Berliner Theaterlebens.
Der Rückblick auf das Berliner Theaterjahr 1951/52 mit der Darstellung der Entwicklung des Berliner Ensembles, insbesondere mit der Beantwortung der Frage durch Ypsi „Was Nationalpreisträger Bert Brecht spielte und was er zurückhielt“, wurde im Jahre 2014 vom Publizisten Günther Rühle in Erinnerung gerufen.
Seine Berichte zur Entwicklung der Besucherorganisation Volksbühne schrieb Gyßling unter dem Pseudonym Quaro. Er verwahrte sich als Feuilletonchef – nicht ohne persönliche negative Folgen – gegen die angestrebte Beseitigung der Besucherorganisation Volksbühne in Ost-Berlin, die 1947 mit sowjetischer Lizenz vom 15. Januar desselben Jahres in der Viersektorenstadt wiederbelebt worden war. Diese Besucherorganisation ermöglichte allen Berlinern einen preisgünstigen Zugang zu den Theatern und sollte durch ein neues Abonnementsystem im Ostsektor ersetzt werden.
Bei seinen persönlichen „Erinnerungen“ an das Berliner Rose-Theater ging der Theaterkritiker auf das dort 1936 gespielte Stück von Hauptmanns Die Ratten ein, würdigte vor allem Traute Rose als Darstellerin der „Frau Johns“ und erwähnte den Hausmeister „Quaquaro“, mit dessen Namensteil „Quaro“ er auch diesen Beitrag veröffentlichte.
Gyßling besuchte von seiner Potsdamer Wohnung aus Premierenabende im Westteil der Viersektoren-Stadt, so die Premiere von Garson Kanins Stück Nicht von gestern / Born yesterday unter der Regie von Boleslaw Barlog im Schlosspark Theater in Berlin-Steglitz mit den Schauspielern Peter Mosbacher, Edith Schneider und Alfred Schieske. Als Meister des feinironischen Untertons zog Gyßling für seine Besprechung des „munteren antiplutokratischen Lachstücks“ einen zuvor im Tagesspiegel erschienenen Beitrag zu dieser amerikanischen Komödie heran und zeichnete seine Theaterkritik mit dem Pseudonym Smolk. In seinen Theaterkritiken behandelte Gyßling ferner „wesentliche Potsdamer Premieren“, einschließlich der Theaterstücke, welche die „Landesbühne Brandenburg“, in den theaterlosen Städten aufführte.
Als Feuilletonchef von Neue Zeit korrespondierte er u. a. mit DDR-Kulturpolitikern. Im Archiv der Akademie der Künste ist eine maschinenschriftliche Briefseite an Johannes R. Becher mit Gyßlings eigenhändiger Unterschrift erhalten.
Gyßling erklärte in dem Schreiben sein Interesse, an den Zusammenkünften der so genannten „Mittwoch-Gesellschaft“ grundsätzlich teilnehmen zu wollen. Unter der Schirmherrschaft der Deutschen Akademie der Künste in Berlin wurde auf den mehrmaligen Treffen das Projekt Faustoper ab dem 13. Mai 1953 kritisch besprochen. Im von Gyßling verantworteten Kulturteil von Neue Zeit wurde zuvor gemeldet, dass das zeitgenössische Opernschaffen durch die DDR gefördert wird und Nationalpreisträger Hanns Eisler das Libretto zu seiner Faustoper bereits fertig gestellt hat.
Besonders seine Theaterkritiken in Neue Zeit fanden starke Beachtung. Gegen ihn wurden Ende Januar 1953 – in der Zeit der Verhaftung Georg Dertingers – heftige Attacken geritten, so dass der einst in Königsberg geborene Journalist in Berlin im Alter von 50 Jahren nach einem einundeinhalbjährigen Krankenlager am 3. Oktober 1954 im Berliner St. Hedwig-Krankenhaus verschied. Der damalige Neue Zeit-Chefredakteur Alwin Schaper erwähnte im Nachruf, dass der 1939 eingezogene Gyßling im Dezember 1945 aus amerikanischer Kriegsgefangenschaft entlassen wurde, sein Heim in Berlin-Schöneberg durch Bombardierung zerstört war und er im Frühjahr 1946 „wieder zur Stelle (war), um seine journalistische Kraft nunmehr dem Aufbau der Unions-Presse zu widmen“. Der Publizist Günter Wirth schätzte an Gyßling, dass dieser „glänzende biographische Essays, vor allem aber brillante Theaterkritiken schreiben konnte.“

## Familie
Hans Werner Gyßling war mit Ursula, geborene Beckmann, verheiratet. Zur Familie gehörten drei Söhne: Ulf, Rainer und Frank (* 1947).  Der älteste Sohn Ulf (* 1937; † 1962) besuchte ab dem Schuljahr 1951/52 die Oberschule. und der um drei jüngere Bruder Rainer die Grundschule. Die fünfköpfige Familie wohnte zum Zeitpunkt des Todes des Publizisten, Kulturredakteurs und Theaterkritikers in Potsdam in der heutigen Bertha-von-Suttner-Straße.
Der Jurist und Reichstagsabgeordnete Robert Gyssling  (1858–1912) war ein Onkel von Hans-Werner.
Das Berliner Adreßbuch, Ausgabe 1935, gab als damalige Anschrift und seine Tätigkeit an mit: „Hans Werner Gyßling, Schriftleiter, Berlin SW 61, Lankwitzstraße 5“.
Seinen mehrwöchigen Kuraufenthalt 1952 wegen seiner schweren Asthma-Erkrankung verarbeitete der Journalist in den Impressionen aus Bad Salzungen, die in vier Folgen in der Tageszeitung Neue Zeit abgedruckt und mit einem Gruppenfoto illustriert wurden. Er kritisierte unter anderem am damaligen Kurhaus am Burgsee, dass „stets zwei Kurgäste ein gemeinsames Schlafzimmer haben“ und ihm nach seinem täglichen Atmungs- und Badepensum nur acht Minuten des Tages ganz allein gehörten. Diese nutzte er, um die Neue Zeit „mit weiteren Salzunger Impressionen zu versorgen“.